# سرپاور کاکلی
سرپاور کاکلی (نام علمی: Galiteuthis phyllura) نام یک گونه از خانواده سرپاوران شیشه‌ای است.